# Shugang
Shugang (kinesiska: 竖岗, 竖岗镇) är en köping i Kina. Den ligger i provinsen Henan, i den centrala delen av landet, omkring 73 kilometer sydost om provinshuvudstaden Zhengzhou. Antalet invånare är 39 740. Befolkningen består av 19 535 kvinnor och 20 205 män. Barn under 15 år utgör 23,0 %, vuxna 15-64 år 68 %, och äldre över 65 år 7,0 %.
Genomsnittlig årsnederbörd är 737 millimeter. Den regnigaste månaden är juli, med i genomsnitt 173 mm nederbörd, och den torraste är januari, med 3 mm nederbörd.